# Ngatpang
Ngatpang – stan na Palau. Według danych z 2011 roku okręg liczy 464 mieszkańców.